# Agave montium-sancticaroli
Agave montium-sancticaroli ist eine Pflanzenart aus der Gattung der Agaven (Agave). Ein englischer Trivialname ist „Mezcal San Carlos Agave“.

## Beschreibung
Agave montium-sancticaroli wächst solitär mit einer Wuchshöhe von 50 bis 100 cm und ist 200 bis 250 cm breit. Die grünen, leicht bläulichen, variabel angeordneten, lanzettförmigen Blätter sind 100 bis 120 cm lang, in der Mitte 9 bis 12 cm breit. Die Blattränder sind von der Basis bis zur Spitze unregelmäßig gezahnt. Der graue bis braune spitze Enddorn wird bis 3,5 cm lang.
Der traubige bis rispige, gerade Blütenstand wird 5,5 bis 7 m hoch. Die grünen bis gelbfarbenen, zahlreichen Blüten sind 45 bis 55 mm lang, erscheinen am Ende der variabel angeordneten dichten, kurzen Verzweigungen, die sich in der Mitte bis zum Ende des Blütenstandes bilden. Die trichterförmige Blütenröhre ist 5 bis 8 mm lang.
Die länglichen dreikammerige Kapselfrüchte sind 35 bis 45 mm lang und 17 bis 20 mm breit. Die mondförmigen, schwarzen Samen sind 4 bis 6 mm lang und 3 bis 4 mm breit.

## Systematik und Verbreitung
Agave montium-sancticaroli wächst in Mexiko in begrenzten Regionen im Bundesstaaten Tamaulipas an felsigen Hängen, in Gras- und Waldland in 150 bis 800 m Höhe. Sie ist vergesellschaftet mit Opuntia engelmannii und verschiedenen Sukkulenten-Arten.
Die Erstbeschreibung durch Abisai Josue García-Mendoza ist 2007 veröffentlicht worden.
Agave montium-sancticaroli ist ein Vertreter der Gruppe Marginatae und wächst begrenzt in der Sierra de San Carlos Region in Tamaulipas in Mexiko. Typisch sind die grünen, leicht bläulichen, variabel angeordneten, lanzettförmigen Blätter. Die Blattränder sind unregelmäßig fein gezahnt. Der graue bis braune spitze Enddorn wird bis 3,5 cm lang. Agave montium-sancticaroli ist nahe verwandt mit Agave ×glomeruliflora. Gleichwohl sind Unterschiede in Blatt- und Blütenstruktur erkennbar.

## Nutzung
Agave montium-sancticaroli wird zur Herstellung von alkoholischen Getränken verwendet (Vino Mezcual „San Carlos“).

## Nachweise
- August J. Breitung: The Agaves. The Cactus & Succulent Journal Yearbook, 1968.